# Virginie Medicejská
Virginie Medicejská (29. května 1568, Florencie – 15. ledna 1615, Modena) byla italská princezna, členka rodu Medicejských a sňatkem vévodkyní z Modeny a Reggia. Jako regentka dokázala v roce 1601 uhájit autonomii města Modeny za nepřítomnosti svého manžela před útoky místních hodnostářů. Nevěry jejího manžela zesílily její již tak nestálé chování a dovedly ji k trvalé duševní nemoci, která u ní přetrvala až do smrti.

## Život
Narodila se 29. května 1568 ve Florencii jako nemanželská dcera Cosima I.Medicejského a jeho milenky Camilly Martelli. Byla jejich jediným dítětem. Cosimo uzavřel na radu papeže Pia V. dne 29. března 1570 morganatický sňatek s její matkou a tím svou dceru mohl zlegitimizovat. Od těch dob žila Virginie Medicejská se svými rodiči ve Villa di Castello na okraji Florencie v létě a zimu trávili ve městě Pisa. V roce 1581 byla zaslíbena Francescu Sforza di Santa Fiora, ale on dal přednost církevní kariéře a přijal od papeže Řehoře XIII. kardinálskou hodnost.
Virginie se nakonec provdala dne 6. února 1586 za Cesara d'Este, vévodu z Modeny a Reggia, syna Alfonsa d'Este a Giulie della Rovere. Z manželství se jim narodilo deset dětí: šest synů a čtyři dcery.
V roce 1596 se u Virginie objevily první příznaky duševní nemoci, které se už nezbavila. Přesto se dokázala starat o svojí početnou rodinu a zastávat funkci vévodkyně. V lednu 1601 dokázala v nepřítomnosti manžela odrazit útoky podesty a soudce města Modeny, které ji chtěly připravit o moc.
Její duševní nemoc se stále stupňovala až nakonec zešílela. Virginie zemřela 15. ledna 1615. Spekuluje se, že byla otrávena svým manželem.

## Potomci
- Julie d'Este (1588–1645)
- Alfons III. d'Este (1591–1644), vévoda z Modeny a Reggia ⚭ 1608 Isabela Savojská (1591–1626)
- Laura d'Este (1594–1630) ⚭ 1607 Alessandro I Pico della Mirandola (1566–1637), vévoda z Mirandoly
- Ludvík d'Este (1594–1664), nikdy se neoženil, ale měl nelegitimní potomky
- Kateřina d'Este (1595–1618), neprovdala se a neměla potomky
- Anna Eleonora d'Este (1597–1651), abatyše kláštera v Carpi
- Ippolito d'Este (1599–1647) člen řádu Maltézských rytířů
- Niccolo d'Este (1601–1640) ⚭ Sveva d'Avalos
- Borso d'Este (1605–1657) ⚭ 1647 Ippolita d'Este (1620–1656)
- Foresto d'Este (1606–1639), neoženil se a neměl potomky